# 1728 en musique
| \| • Retour à la chronologie générale de la musique populaire • \| |
| XXIe siècle • XXe siècle • XIXe siècle • XVIIIe siècle XVIIe siècle • XVIe siècle • XVe siècle • XIVe siècle XIIIe siècle • XIIe siècle • XIe siècle • Xe siècle IXe siècle • VIIIe siècle • Haut Moyen Âge • Rome • Grèce |
| • Retour à la chronologie générale de la musique populaire • |

| • Retour à la chronologie générale de la musique populaire • |

| Années de la musique populaire : 1725 - 1726 - 1727 - 1728 - 1729 - 1730 - 1731    |
| Décennies de la musique populaire : 1690 - 1700 - 1710 - 1720 - 1730 - 1740 - 1750 |

## Événements
Le compositeur et théoricien de la musique allemand, Johann David Heinichenpublie son traité Der Generalbass in der Composition, et donne la forme actuelle au cycle des quintes, qu'avait tracé le compositeur et théoricien musical ukrainien Nikolaï Diletsky, dans son traité musical « Idea grammatikii musikiyskoy », publié à Moscou  en 1679.